# Movimiento Electoral di Pueblo
Movimiento Electoral di Pueblo (MEP) er et socialdemokratisk politisk parti i Aruba. Ved sidste parlamentsvalg i 2017 vandt partiet 37,6% af stemmerne, og 9 af 21 sæder i Staten, Arubas parlament.
| Politisk parti | Spire Denne artikel om et politisk parti eller gruppe er en spire som bør udbygges. Du er velkommen til at hjælpe Wikipedia ved at udvide den. |